# Sociedad Colombiana de Psicología
La Sociedad Colombiana de Psicología (SOCOPSI) fue la asociación de psicólogos más antigua de Colombia. Una institución civil sin fines de lucro que fue fundada en 1978 - 2014, y su personería jurídica fue la 043 del 15 de enero de 1979.

## Historia
La Sociedad Colombiana de Psicología fue fundada en 1978 a partir de la liquidación de la antigua Federación Colombiana de Psicología, que era la única entidad encargada de la representación gremial en el país. En 1982 organizó el primer Congreso Colombiano de Psicología y en el año siguiente participó en la conformación de la Ley 58 de 1983, que reglamentó la profesión de psicólogo en Colombia hasta el año 2006, y el Código de Deontología y Bioética del Psicólogo Colombiano, el cual fue presentado en 2002 al entonces Colegio oficial de psicólogos de Colombia (Copsic), el cual se llamó Colpsic desde 2006 debido a su fusión con la Asociación Colegio Colombiano de Psicología (Acolpsic), el cual se ha preocupado por difundir y formar a los profesionales y estudiantes con el fin de hacer consciente y responsable al psicólogo frente a su trabajo profesional.
El 3 de septiembre de 2014, SOCOPSI cedió los derechos y nombre del Congreso Colombiano de Psicología a Colpsic y a la Asociación Colombiana de facultades de psicología (Ascofapsi). Dando por terminado una de sus mayores labores en el gremio.

## Funciones
La Sociedad Colombiana de Psicología hasta septiembre de 2014, representó a sus asociados en todas las áreas de la Psicología en Colombia, a nivel básico y aplicado. Se ocupó fundamentalmente de aspectos profesionales, académicos y gremiales. Representando a la Psicología colombiana a nivel nacional e internacional luego entregó sus banderas de gestión experiencia y grandes aportes profesionales, al Colegio Colombiano de Psicólogos Colpsic, en 2014 unificando los esfuerzos y compromisos del gremio de psicólogos con la sociedad.
Entre las actividades que realizó la Sociedad se encuentran las siguientes:
- Reglamentación de la profesión, anterior ley 58 de 1983 (que fuera primera Ley del Psicólogo en Colombia). La ley vigente es la 1090 de septiembre de 2006 C.

- Representación Internacional de la Psicología, a través de "The Colombian Nacional Commitee of Psychology”. Colombia pertenece a la Unión Internacional de Ciencia Psicológica (IUPsyS), a través de la Sociedad Colombiana de Psicología y de la Fundación para el Avance de la Psicología. Desde 2012, la representación de Colombia ante IUPsyS corresponde al Colegio Colombiano de Psicólogos.

- Organización del Congreso Colombiano de Psicología desde 1982.

- Elaboración del Código Ético Del Psicólogo, año 2000

- Realización de cursos breves, seminarios-taller, diplomados, simposios, cine-foros, tertulias, conferencias y demás actividades académicas, de la mano de las figuras más representativas de la psicología colombiana e internacional, con el fin de capacitar a estudiantes y psicólogos profesionales en los avances más recientes de la disciplina en el contexto nacional e internacional.

- Otorgar el Premio Nacional de Psicología en categorías profesional y estudiantil.

- Otorgar el premio "Mercedes Rodrigo Bellido" a trabajos de investigación estudiantil en homenaje a la primera forjadora de la psicología colombiana.

- Publicación Bianual del Boletín Psicología Colombiana

- Aplicación de normativas de gestión para profesionales